# Памятник родителям
«Памятник родителям» («Памятник любезным родителям», изначально просто «Монумент») — памятник архитектуры. Расположен в Павловске, в Павловском парке, в Старой Сильвии, неподалёку от Висконтиева моста на правом берегу реки Славянки.
Мемориальный павильон был построен в 1786—1787 годах по проекту Чарлза Камерона изначально в память сестры Марии Фёдоровны («Сестре моей Фридерике», 1785 год), позже в нём была отдана память и другим её родственникам (вторая сестра умерла в родах в 1790 году, в 1791 году умер брат Карл Фридрих Генрих, в том же году, с разницей в три месяца — родители императрицы). Изначально в павильоне были две боковые ниши с вазами (позднее заложены), скульптуры отсутствовали, в павильоне стояла лишь чёрномраморная посвятительная доска.
К павильону ведёт дорожка, проходящая через чугунные ворота с изображёнными на них опрокинутыми факелами и сосудами-слёзницами — символами утраты и печали. Сам павильон имеет форму эдикулы. В лицевом фасаде сделана большая полукруглая ниша с антаблементом, стоящим на двух колоннах и двух пилястрах из розового олонецкого мрамора, её свод украшен кессонами с лепниной, розеттами. Базы и капители колонн сделаны из белого мрамора. Задняя и боковая стены павильона оштукатурены, над ними проходит антаблемент.
В классической архитектуре Древнего Рима подобные ниши оформлялись пилястрами и полуколоннами, а также увенчанными фронтоном колоннами. Приём, в рамках которого колонны стоят в центре и перекрыты антаблементом, Чарлз Камерон также использовал в Вольере и Круглом зале.
Пол памятника устилают плиты пудостского камня. В нише на трёхчастном пьедестале стоит памятник. Пьедестал украшен барельефами-аллегориями: встреча родителей Марии Фёдоровны после смерти, Марс, призывающий её брата в битву, в то время как Сатурн указывает на пальму бессмертия; отлёт душ сестёр в потусторонний мир. В стенах сделаны плоские филёнчатые углубления, в них расположена серомраморные доски с бронзовыми золочёными надписями, именами и датами смерти сестёр и брата («Сестре моей Фридерике 1783 ноября 15 дня», «Сестре моей Елизавете 7 февраля 1790», «Брату моему Карлу 11 августа 1791»).
Сам памятник — две украшенные гирляндами урны из белого мрамора на закруглённом в плане постаменте, у подножия которых расположена печальная женщина в античной одежде и с венцом. С другой стороны от женщины крылатый гений приподнимает покрывало, лежащее на урнах. Беломраморные фигуры выделяются на тёмном фоне сделанного из гранита широкого и плоского обелиска с надписью «Родителям», на постаменте урн расположен рельефный медальон с портретами Фридриха Евгения Вюртембергского и Фридерики Доротеи Софии Бранденбург-Шведтской. Памятник многоцветен, что делает его более выразительным.
Монумент для установки в эдикуле выполнил И. П. Мартос в начале XIX века. Переделка павильона для установки в нём скульптурной группы была сделана в 1805 году по проекту А. Воронихина.
В 1801 году (по другим данным, в 1807 году) перед павильоном была сделана площадка с античным мраморным жертвенником с орнаментом из перевитых цветами букраниев. Ограждал площадку лёгкий шпалерник и живая изгородь из стриженой жёлтой акации. Чугунные ворота спроектировал Тома де Томон. Дорожка, идущая мимо павильона, получила имя Философской, так как предполагалось, что гуляющие по ней думают о бренности всего сущего.

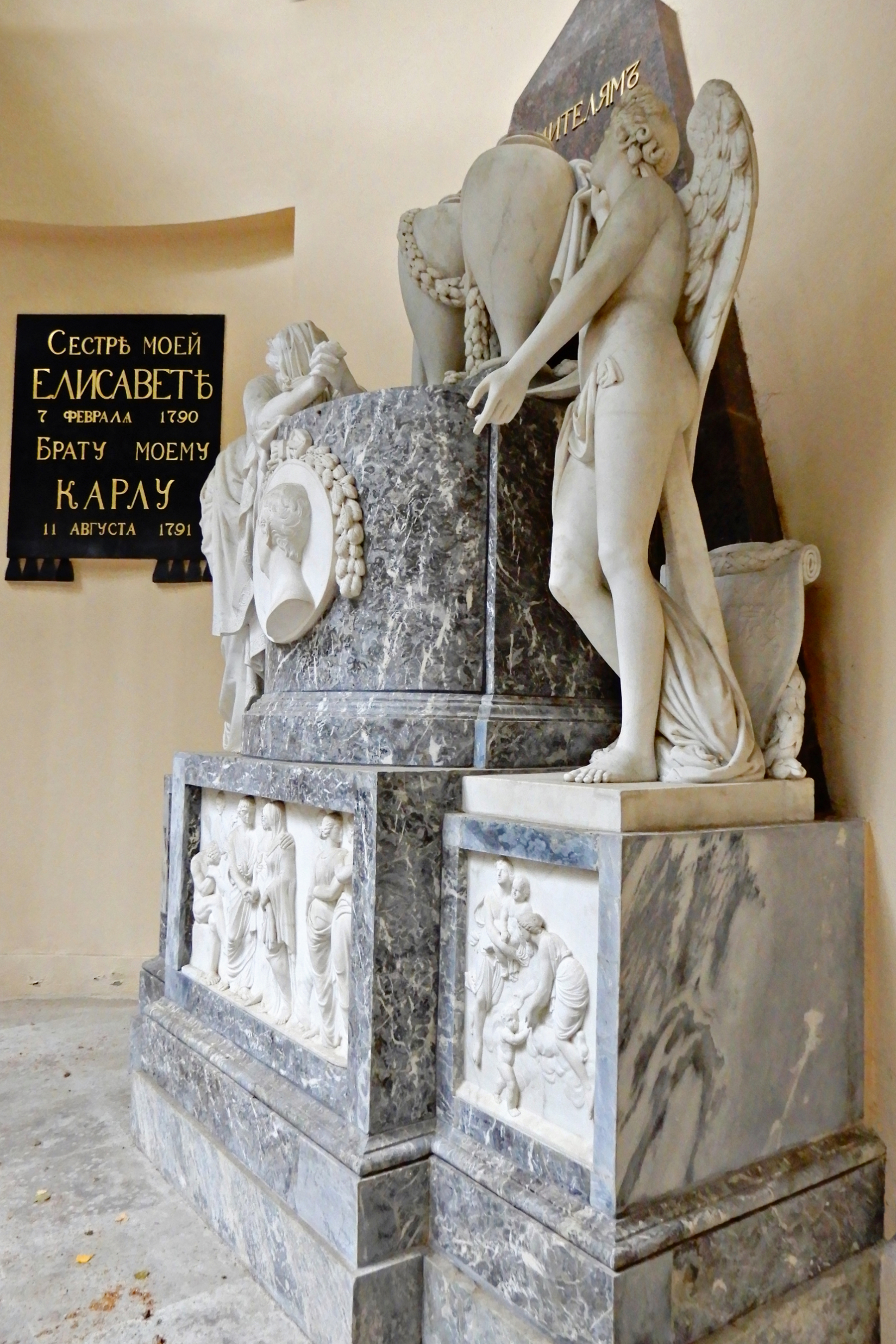
Памятник
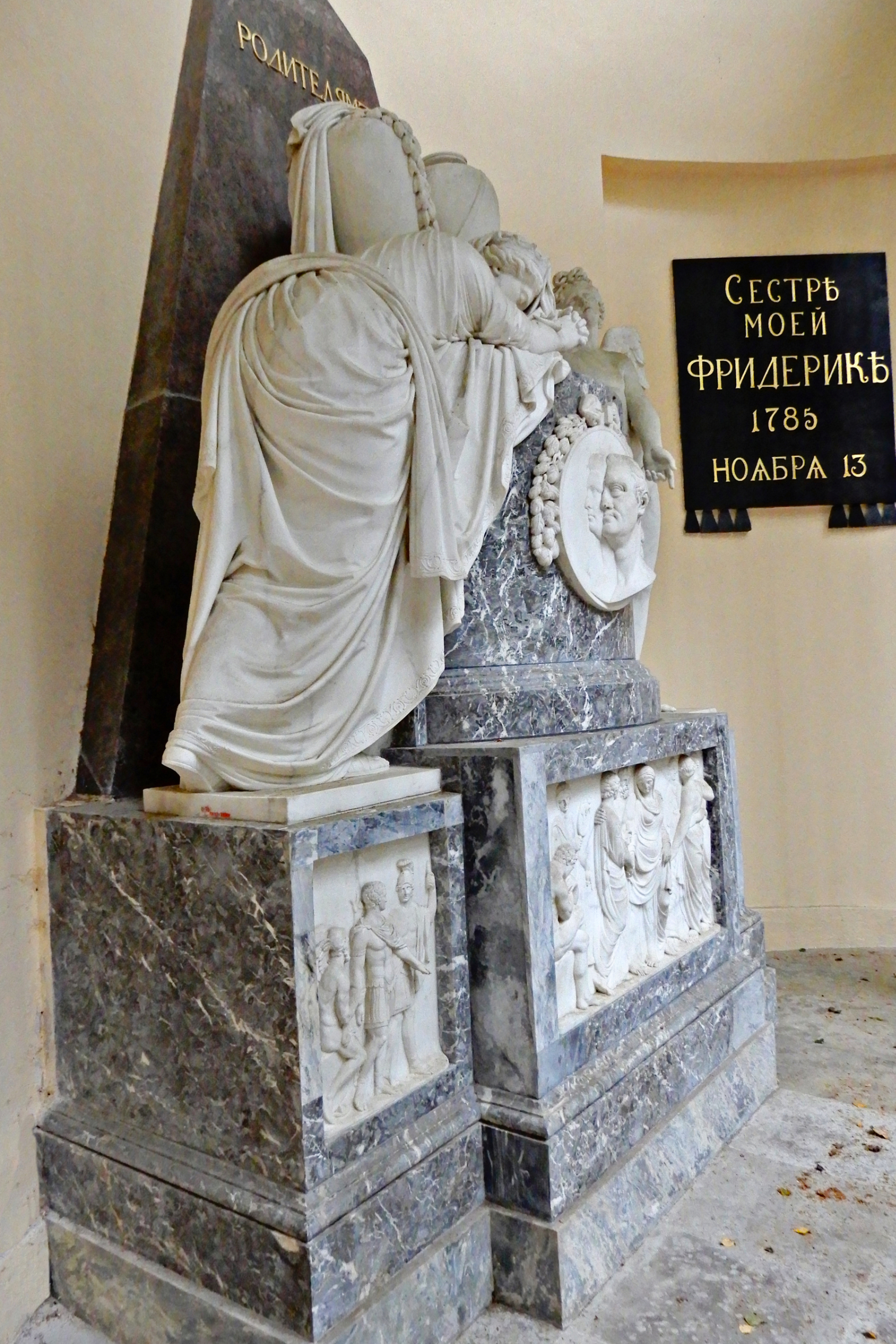
Памятник
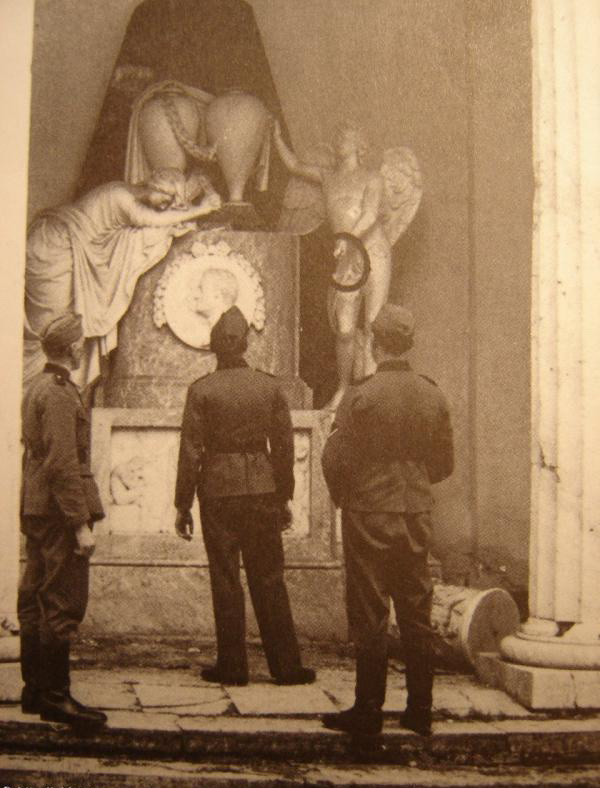
Немцы у памятника в 1942 году
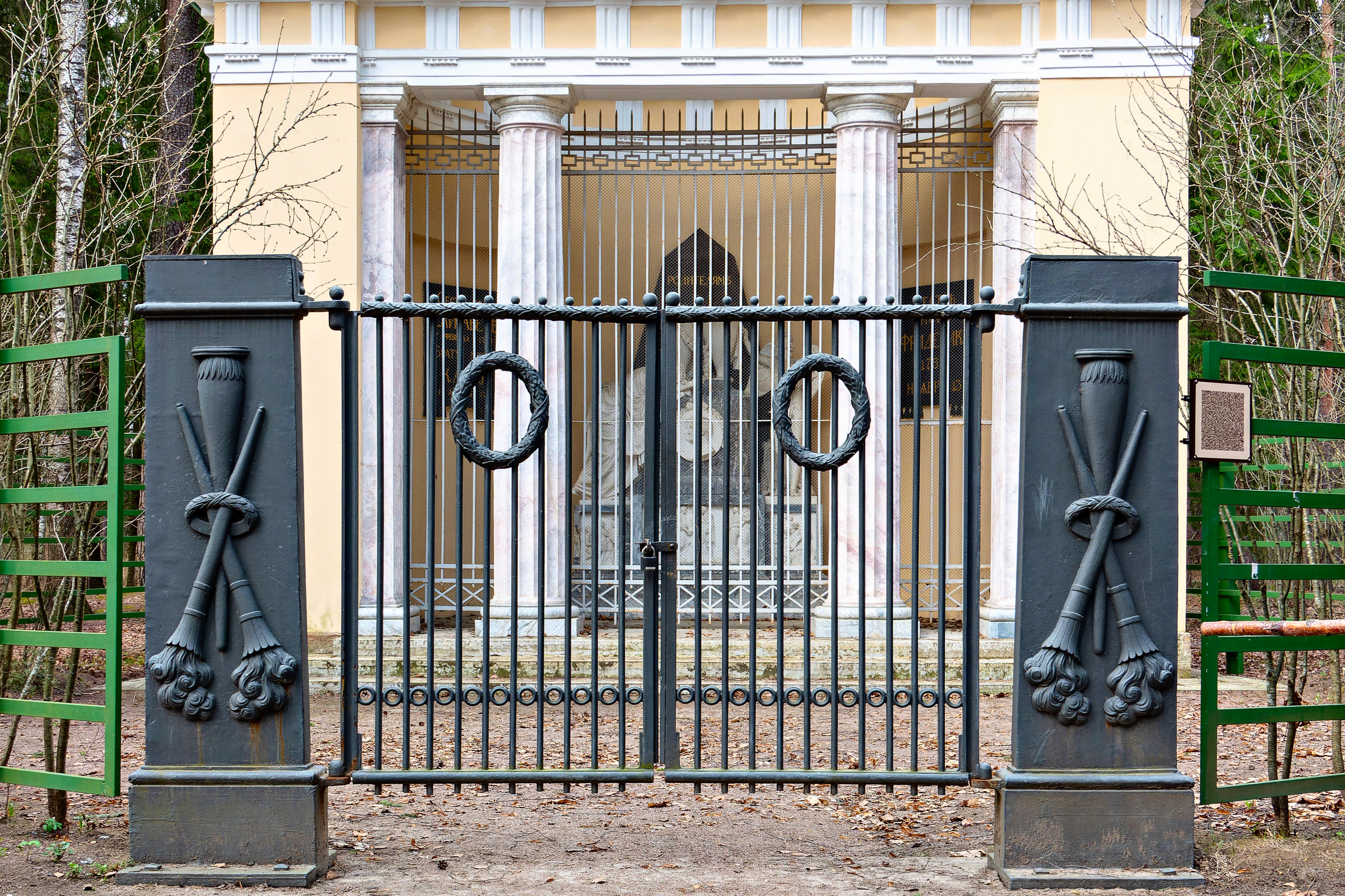
Ворота памятника
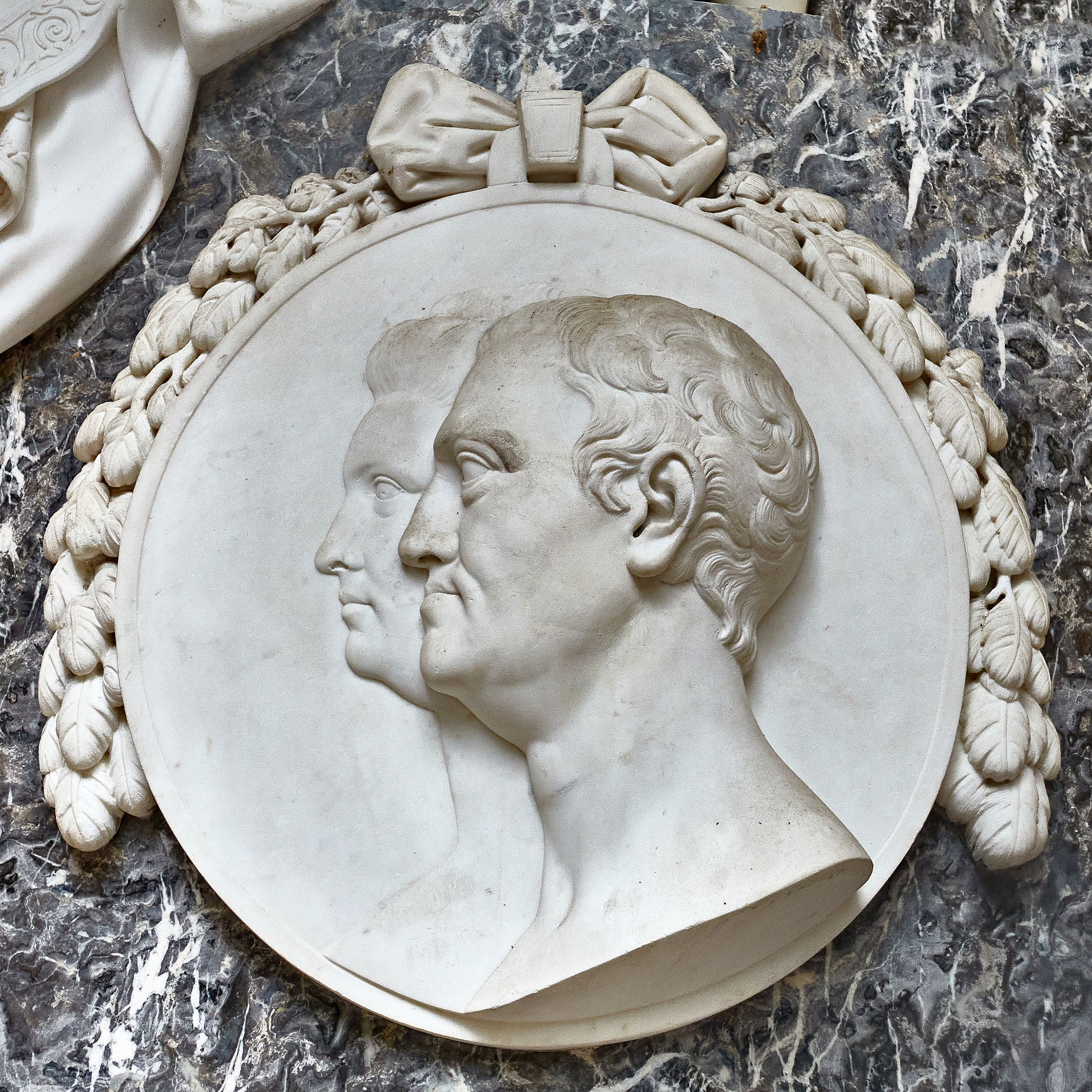
Медальон

До революции памятник был отреставрирован в 1825, 1841 и 1868 годах. Далее информация о реставрации расходится: согласно одним данным, памятник не был повреждён в Великую Отечественную войну и был отреставрирован в 1974 году с восстановлением створок ворот, согласно другим — при оккупации Павловска статуи были повреждены, ворота разрушены, жертвенник перемещён (на 1985 год хранился во дворце-музее, в том же году был отреставрирован), а послевоенная реставрация памятника состоялась около 1985 года. На 2020-е годы жертвенник стоит в Храме Дружбы.
В 1998 году были похищены отдельные чугунные детали и бронзовые позолоченные буквы, поэтому в павильоне была установлена решётка.
Последняя современная реставрация с усилением фундамента и ремонтом кровли состоялась в 2017 году.
Для сохранения скульптурной группы её специальным образом закрывают на время зимы.